# Нью-Гейвен (Нью-Йорк)
Нью-Гейвен (англ. New Haven) — місто (англ. town) в США, в окрузі Освіго штату Нью-Йорк. Населення — 2931 особа (2020).

## Демографія
Згідно з переписом 2010 року, у місті мешкало 2856 осіб у 1088 домогосподарствах у складі 810 родин. Було 1396 помешкань
Расовий склад населення:
| - 97,7 % — білих - 0,4 % — азіатів - 0,3 % — корінних американців - 0,3 % — чорних або афроамериканців |

До двох чи більше рас належало 0,9 %. Частка іспаномовних становила 1,3 % від усіх жителів.
За віковим діапазоном населення розподілялося таким чином: 24,5 % — особи молодші 18 років, 63,7 % — особи у віці 18—64 років, 11,8 % — особи у віці 65 років та старші. Медіана віку мешканця становила 40,0 року. На 100 осіб жіночої статі у місті припадало 102,1 чоловіків;  на 100 жінок у віці від 18 років та старших — 100,1 чоловіків також старших 18 років.
Середній дохід на одне домашнє господарство  становив 66 971 долар США (медіана — 53 920), а середній дохід на одну сім'ю — 74 088 доларів (медіана — 63 125). Медіана доходів становила 49 938 доларів для чоловіків та 34 276 доларів для жінок. За межею бідності перебувало 12,6 % осіб, у тому числі 18,5 % дітей у віці до 18 років та 9,6 % осіб у віці 65 років та старших.
Цивільне працевлаштоване населення становило 1382 особи. Основні галузі зайнятості: освіта, охорона здоров'я та соціальна допомога — 21,0 %, будівництво — 12,5 %, роздрібна торгівля — 11,4 %, виробництво — 10,6 %.